# Svobodnoe plavanie
Svobodnoe plavanie (Свободное плавание) è un film del 2006 diretto da Boris Chlebnikov.

## Trama
Il film racconta di un ragazzo che vive in una piccola città, che ha solo un asilo, una scuola e una fabbrica, che improvvisamente si scopre essere chiusa e il ragazzo inizia a pensare a cosa fare dopo.